# Rachel Ames
Rachel Ames, nata Rachel Foulger, talvolta accreditata con il nome di Judith Ames (Portland, 2 novembre 1929), è un'attrice statunitense.

## Biografia
Figlia degli attori caratteristi Dorothy Adams (1900-1988) e Byron Foulger (1899-1970), Rachel Ames è conosciuta principalmente per il ruolo di Audrey March Hardy nelle soap opera General Hospital e Port Charles, che ha ricoperto per ben 43 anni tra il 1964 e il 2007, e brevemente nel 2009, nel 2013 e nel 2015. Tale ruolo le ha fatto guadagnare tre candidature agli Emmy Awards come miglior attrice protagonista in una serie drammatica, mentre nel 2004 ricevette un Emmy alla carriera.
Nel corso della sua carriera, iniziata nel 1951, Ames è apparsa come guest star in molte serie televisive, come Le leggendarie imprese di Wyatt Earp, Il virginiano, Ironside, Carovane verso il West, Ben Casey, Perry Mason, Alfred Hitchcock presenta e Scienza e fantasia.

## Vita privata
Il 4 gennaio 1952 si sposò in prime nozze con John B. Genung, da cui ebbe una figlia, Susan, che la renderà nonna di due nipoti: Jocelyn e Mark. La coppia divorziò e Ames si risposò il 14 giugno 1968 con l'attore Barry Cahill, da cui ebbe Christine. Cahill morì il 9 aprile 2012, dopo 42 anni di matrimonio.

## Filmografia parziale

### Cinema
- Quando i mondi si scontrano (When Worlds Collide), regia di Rudolph Maté (1951)
- Furore sulla città (The Turning Point), regia di William Dieterle (1952)
- La freccia insanguinata (Arrowhead), regia di Charles Marquis Warren (1953)
- Ricochet Romance, regia di Charles Lamont (1954)

### Televisione
- Scienza e fantasia (Science Fiction Theater) – serie TV, 6 episodi (1955-1957)
- The Millionaire – serie TV (1955-1960)
- Crossroads – serie TV, episodi 1x31-2x01-2x36 (1956-1957)
- Alfred Hitchcock presenta (Alfred Hitchcock Presents) – serie TV, episodio 1x34 (1956)
- State Trooper – serie TV (1956-1959)
- General Electric Theater – serie TV, episodi 5x20-5x27 (1957)
- Telephone Time – serie TV, episodio 3x24 (1958)
- Perry Mason – serie TV (1958)
- Le leggendarie imprese di Wyatt Earp (The Life and Legend of Wyatt Earp) – serie TV (1958-1960)
- Ricercato vivo o morto (Wanted: Dead or Alive) – serie TV, episodi 1x25-1x33 (1959)
- Westinghouse Desilu Playhouse – serie TV, episodio 1x10 (1959)
- Carovane verso il West (Wagon Train) – serie TV (1958-1964)
- Man with a Camera – serie TV, episodio 1x14 (1959)
- Cimarron City – serie TV, episodio 1x21 (1959)
- Thriller – serie TV, episodio 1x04 (1960)
- Carovana (Stagecoach West) – serie TV, episodio 1x21 (1961)
- G.E. True – serie TV, episodio 1x01 (1962)
- Indirizzo permanente (77 Sunset Strip) – serie TV, episodio 5x27 (1963)
- Sotto accusa (Arrest and Trial) – serie TV, episodio 1x15 (1964)
- Ben Casey – serie TV, episodio 3x18 (1964)
- Ironside – serie TV (1969)
- Il virginiano (The Virginian) – serie TV, episodio 7x15 (1969)
- Port Charles – soap opera, 235 puntate (1997-2001)
- General Hospital – soap opera (1964-2015)